# Araneus juniperi
Araneus juniperi là một loài nhện trong họ Araneidae.
Loài này thuộc chi Araneus. Araneus juniperi được James Henry Emerton miêu tả năm 1884.